# Kamennye palatki

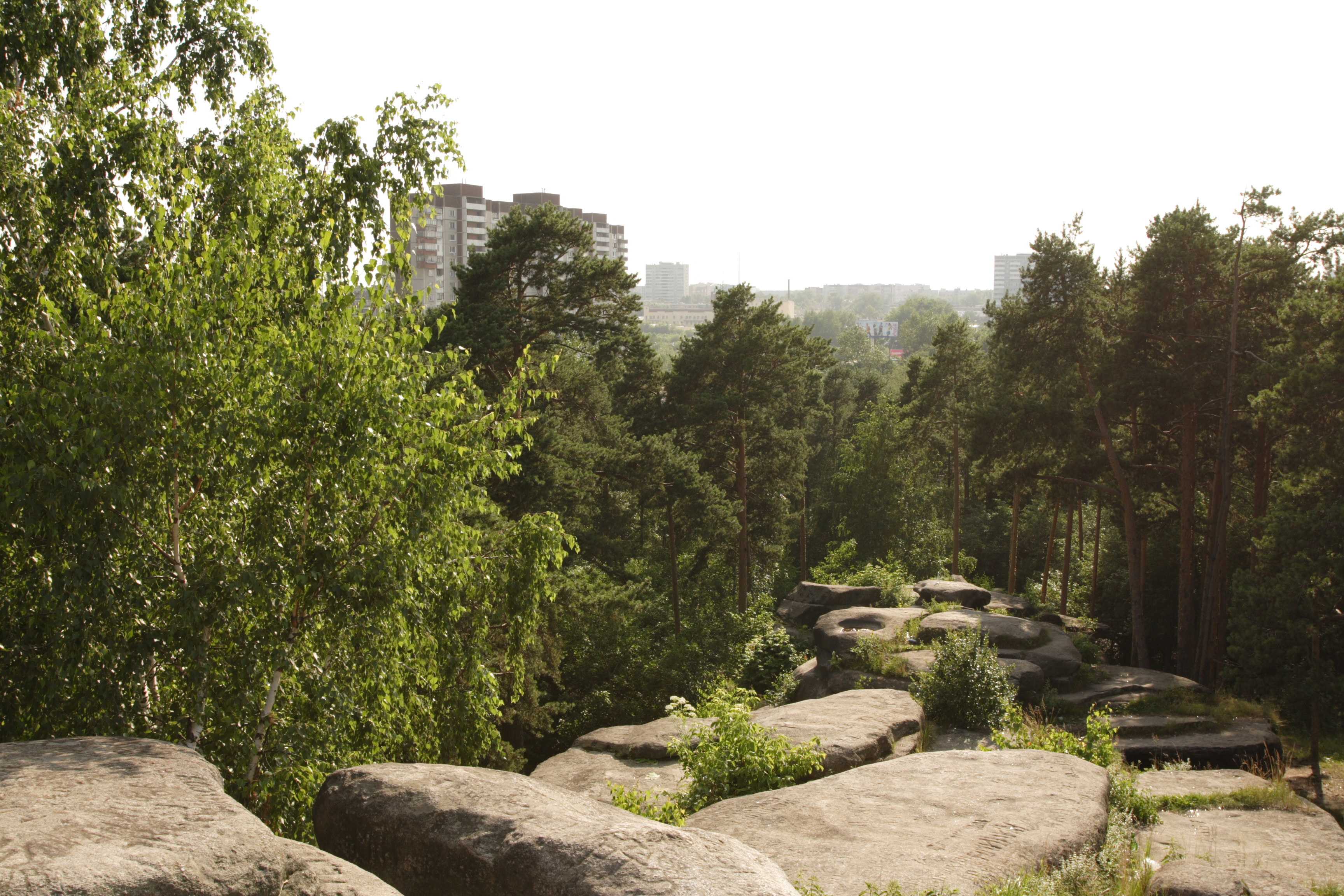
Kamennye palatki

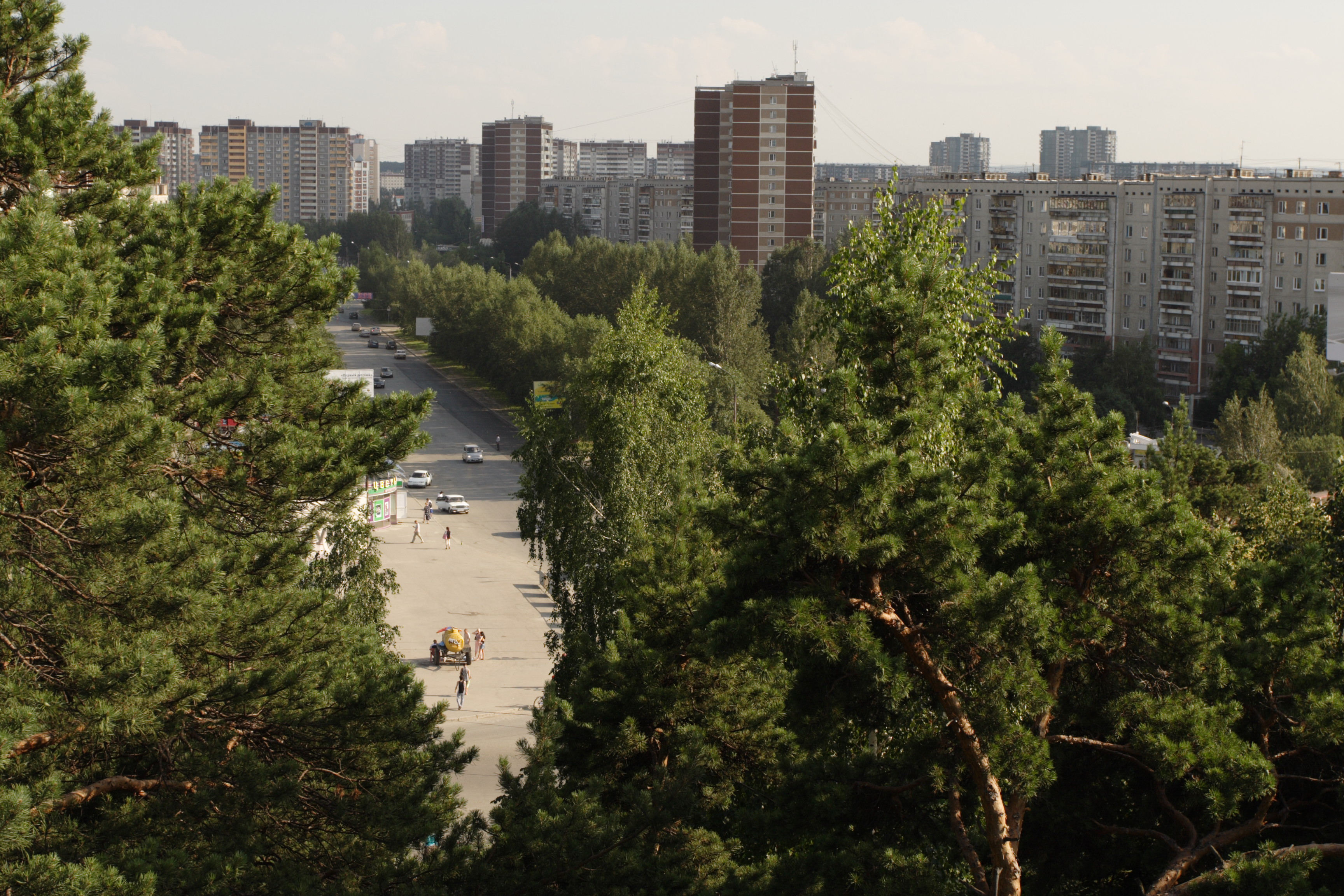
District Kirovski gezien vanaf Kamennye palatki

Kamennye palatki (Russisch: Каменные палатки; "rotstenten") is een massief van granietrotsen op het grondgebied van de Russische stad Jekaterinenburg (oblast Sverdlovsk) in de Centrale Oeral bij het Sjartasjmeer. Het ligt in het district Kirovski in het gelijknamige stadspark Kamennye Palatki ten noordwesten van de overgang van de oelitsa Malysjeva naar de oelitsa Vysotskogo, aan de oostkant van de Obezdnaja doroga tussen de microdistricten Vtoezgorodok (westen), Komsomolski (zuiden), Peski (zuidoosten) en het Sjartasjmeer (noordoosten). Het vormt een van de natuurmonumenten in de buurt van de miljoenenstad en is geliefd bij dagjesmensen en toeristen. Het massief kan worden bereikt vanuit de stad per tram, marsjroetka of auto.
De rotsen zijn bedekt met pijnboombossen. De naam werd gegeven vanwege de gelijkenis van de rotsen met tenten. Aan de voet van de zuidwestelijke hellingen zijn overblijfselen van gerei van primitieve bewoners gevonden, waarvan het oudste werd gedateerd op 9000 tot 10.000 v. Chr. Volgens sommige archeologen zou het mogelijk een offerplaats kunnen zijn geweest. De rotsen hebben om deze reden de status van 'Russisch archeologisch monument'.
Tussen 1905 en 1917 was het een van de plekken waar, vanwege de afgelegenheid, geheime bijeenkomsten gehouden werden door de revolutionairen, waaronder Jakov Sverdlov, de latere communistische leider van de stad die verantwoordelijk was voor de dood van de tsarenfamilie.